# Kornelius Heinrich Dretzel
Kornelius Heinrich Dretzel, född 18 september 1697 i Nürnberg i Tyskland, död 7 maj 1775. Son till organisten Georg Heinrich Dretzel. Han blev själv organist i Nürnberg redan som 14-åring och publicerade 1731 en koralbok med hela 907 melodier: Des Evangelischen Zions Musicalische harmonie. Hur många som var hans kompositioner eller andras är oklart, men hans namn förekommer inte i de svenska psalmböckerna där ursprunget noteras med enbart "Nürnberg 1731".

## Kompositioner
- Melodin till Thomas Kellys engelska text Through the day thy love has spared us (1820) är hämtad ur Des Evangelischen Zions Musicalische harmonie.